# Église Saint-Léger de Pérenchies
Pour les articles homonymes, voir Église Saint-Léger.
L’église Saint-Léger est une église située place du Général-de-Gaulle, dans le centre de Pérenchies.

## Historique

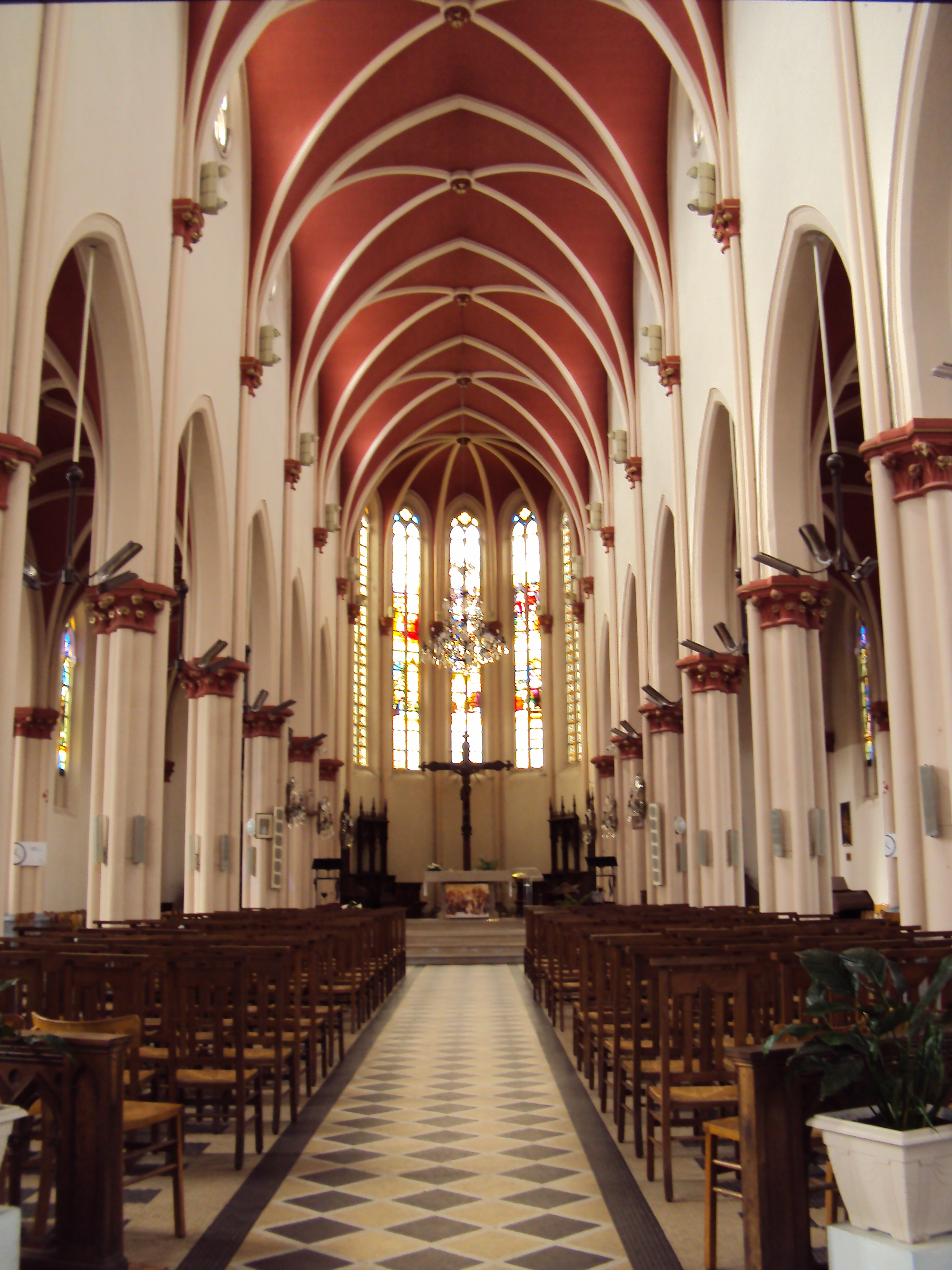
Nef de l'église Saint-Léger.

Dédiée à saint Léger, l'avant-dernière église pérenchinoise dont il existe encore des archives était située sur l’actuel square de la rue du Général Leclercq ; un cimetière l'entourait alors. Elle fut vendue puis détruite à la Révolution française.
La construction de la nouvelle église commença le 29 novembre 1863 ; elle est l’œuvre de l’architecte Charles Leroy, architecte lillois de la cathédrale Notre-Dame-de-la-Treille. Grandement endommagée durant la Grande Guerre, en 1914, elle a été restaurée, entre 1921 et 1924, dans l'état où nous la connaissons actuellement, mais avec un beffroi et une flèche différents.

## Architecture et mobilier
Deux imposantes chapelles viennent flanquer les collatéraux de la nef dont les fausses voûtes, repeintes en rouge en 2000, peuvent faire référence au sacrifice sanglant du Christ. En 1923, ses vitraux furent réalisés par Charles Champigneulle.

L'église est aussi dotée d'un important mobilier néogothique en chêne accompagné d'un remarquable lustre en cristal. Le chemin de croix, élaboré par Bonduau, prit place, en 2001, au sein de l'édifice.

## Galerie

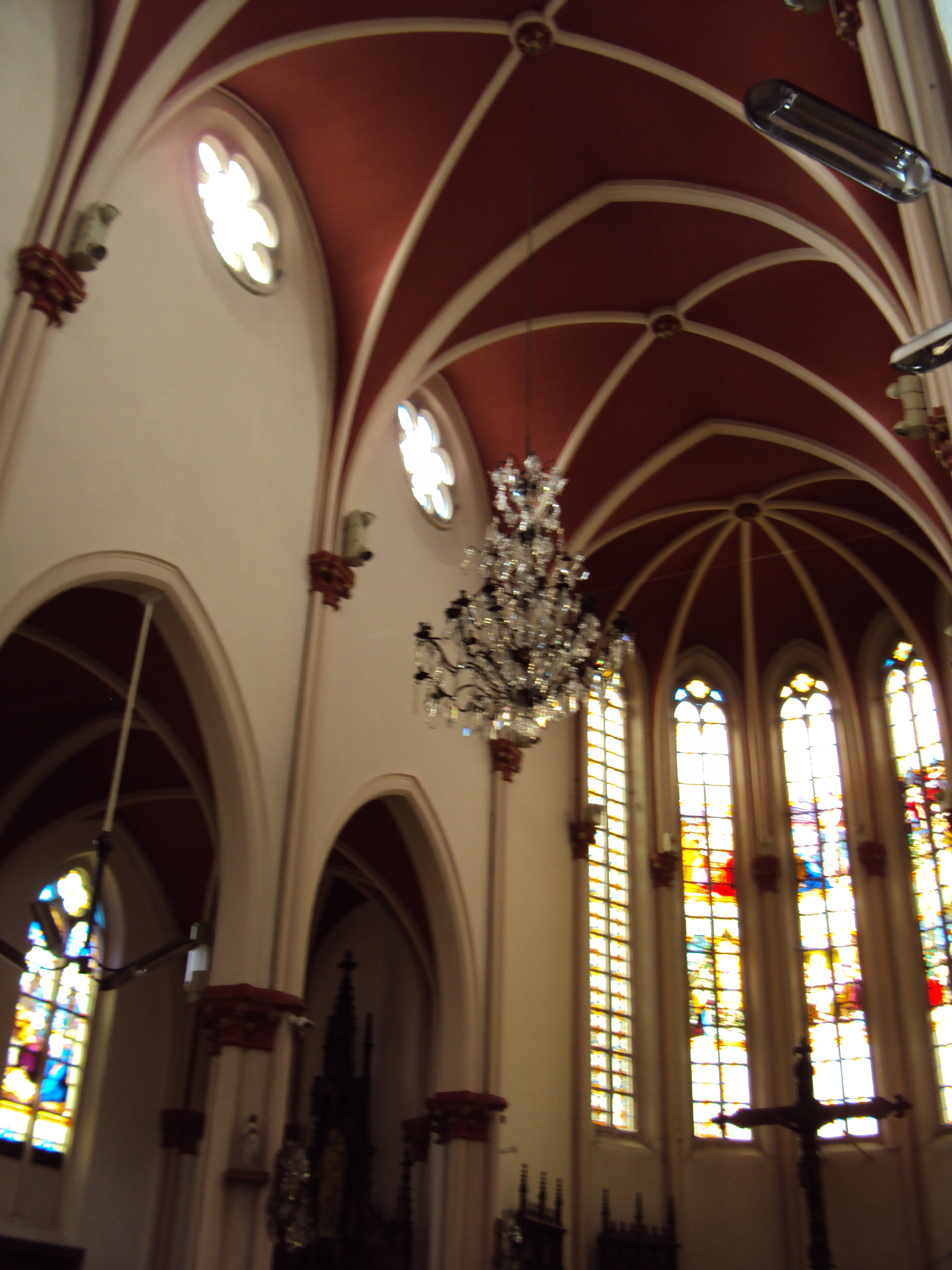
Lustre de l'église Saint-Léger à Pérenchies (Nord).
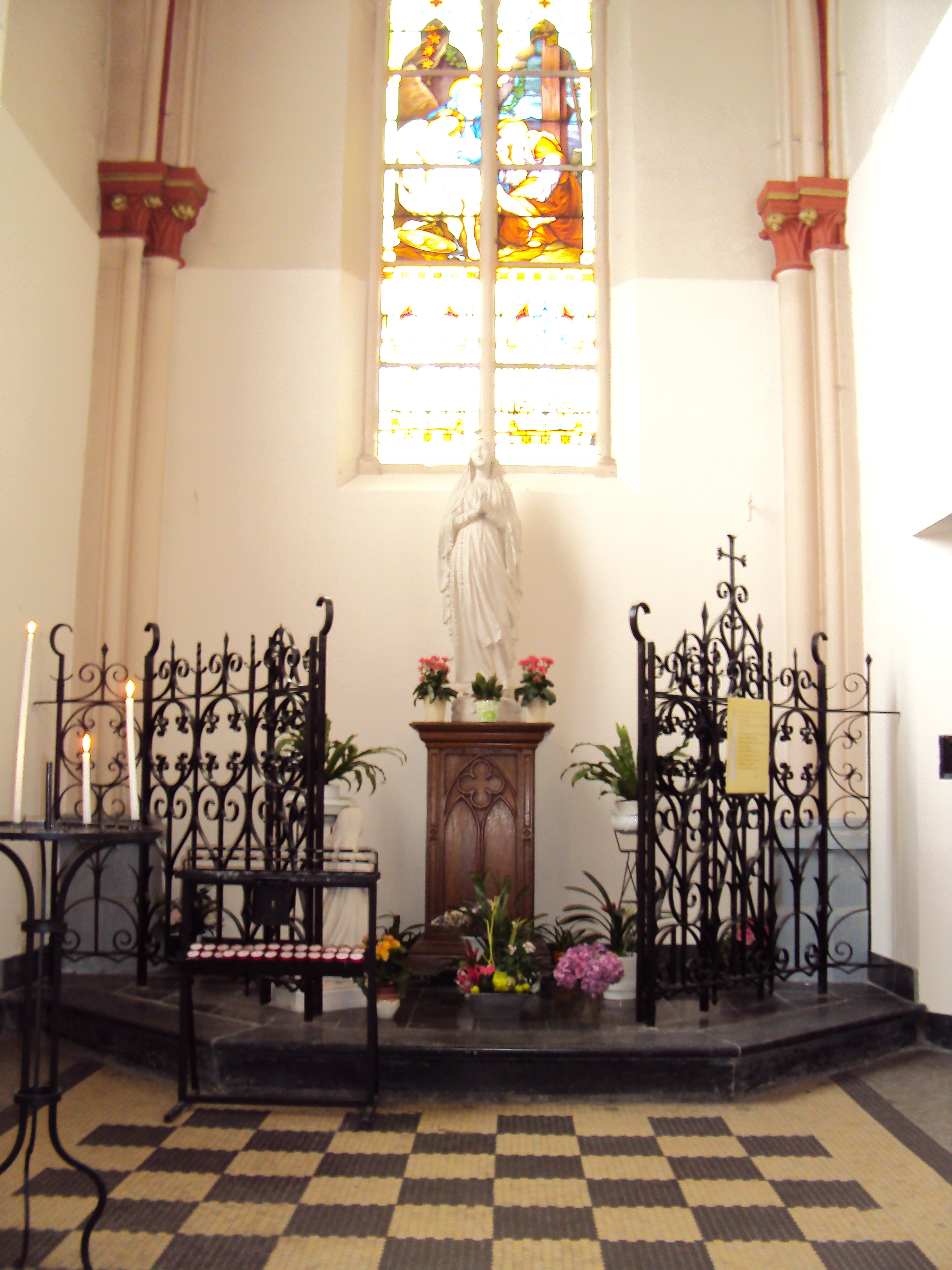
Chapelle dédiée à la Sainte Vierge de l'église Saint-Léger à Pérenchies.

## Culte et temps de prière
- Messes le mercredi et le vendredi à 8 h 30 ainsi qu'un dimanche sur quatre à 10 h 30.
- Généralement fermée en semaine, l'église est parfois ouverte l'après-midi, période pendant laquelle les fidèles peuvent venir prier ou simplement découvrir les lieux.